# Campeonato Esloveno de Futebol de 2001-02
O Campeonato Esloveno de Futebol de 2001-02, oficialmente em Língua eslovena e por questões de patrocínio "Si.Mobil Liga 01/02", (organizado pela Associação de Futebol da Eslovênia) foi a 11º edição do campeonato do futebol de Eslovênia. Os clubes jogavam em turno e returno - duas vezes. O campeão se classificava para a Liga dos Campeões da UEFA de 2002–03 e o vice e o terceiro se classificavam para a Copa da UEFA de 2002–03. Os dois últimos eram rebaixados para o Campeonato Esloveno de Futebol de 2002-03 - Segunda Divisão.

## Participantes
| Equipe          | Cidade          | Região            | No ano anterior                                                         | Estádio                         | Capacidade | Títulos                                            | Participações |
| --------------- | --------------- | ----------------- | ----------------------------------------------------------------------- | ------------------------------- | ---------- | -------------------------------------------------- | ------------- |
| Rudar           | Velenje         | Savinjska         | Oitavo Lugar                                                            | Estádio Municipal Ob Jezeru     | 1.400      | 0 (não possui)                                     | 11            |
| Celje           | Celje           | Savinjska         | Quinto Lugar                                                            | Estádio Skalna Klet             | 2.500      | 0 (não possui)                                     | 11            |
| Gorica          | Nova Gorica     | Goriška           | Sétimo Lugar                                                            | Parque Desportivo Gorica        | 3.066      | 1 (1995-96)                                        | 11            |
| Mura            | Murska Sobota   | Pomurska          | Quarto Lugar                                                            | Estádio Municipal Fazanerija    | 3.782      | 0 (não possui)                                     | 11            |
| Olimpija        | Liubliana       | Eslovénia Central | Vice Campeãi                                                            | Estádio Bežigrad                | 8.200      | 4 (1991-92, 1992-93,1993-94 , 1994-95)             | 11            |
| Maribor         | Maribor         | Podravska         | Campeão                                                                 | Estádio Ljudski vrt             | 12.435     | 5 (1996-97, 1997-98, 1998-99, 1999-2000, 2000-01)) | 11            |
| Primorje        | Ajdovščina      | Goriška           | Terceiro Lugar                                                          | Estádio Municipal de Ajdovščina | 1.630      | 0 (não possui)                                     | 10            |
| Korotan         | Prevalje        | Koroška           | Nono Lugar                                                              | Estádio Prevalje                | 600        | 0 (não possui)                                     | 8             |
| Domžale         | Domžale         | Eslovénia Central | Décimo Lugar                                                            | Parque Desportivo Domžale       | 3.212      | 0 (não possui)                                     | 5             |
| Koper           | Koper           | Litoral-Kras      | Sexto Lugar                                                             | Estádio Bonifika                | 4.047      | 0 (não possui)                                     | 8             |
| Šmartno ob Paki | Šmartno ob Paki | Savinjska         | Acesso pelo Campeonato Esloveno de Futebol de 2000-01 - Segunda Divisão | Estádio Šmartno                 | 717        | 0 (não possui)                                     | 1             |
| Triglav         | Kranj           | Alta Carníola     | Acesso pelo Campeonato Esloveno de Futebol de 2000-01 - Segunda Divisão | Estádio Stanko Mlakar           | 2.060      | 0 (não possui)                                     | 2             |

## Campeão
| Campeão Esloveno 2001-02              |
| ------------------------------------- |
| Maribor (Maribor) (6º título) Campeão |